# Grafik i Väst
Grafik i Väst (GiV) är en konstnärsorganisation baserad i Göteborg, där bildkonstnärer som använder grafik som uttrycksmedel publicerar konstgrafiska bilder. Tyngdpunkten ligger på bildkommunikation.
GiV startades 1992 utifrån ett behov av ett konstgrafiskt centrum i västra Sverige för att komplettera etablerade konstinstitutioner. Den ursprungliga gruppen på 50 medlemmar från grafiska verkstäder i Västsverige, har vuxit till dagens drygt 270 nationellt och internationellt baserade medlemmar. Galleriet hyser idag en samling på cirka 4 500 grafiska blad där publiken möter ett oerhört brett spektrum av konstnärliga uttryck. Grafikbanken finns tillgänglig digitalt.
Grafik i Väst är medlem i ENDEGRA, ett Europeiskt nätverk för utveckling och utbildning i konstgrafiken.
GiV medfinansieras av Västra Götalandsregionen och Göteborgs stad.